# Hypnum sommerfeltii
Hypnum sommerfeltii là một loài Rêu trong họ Hypnaceae. Loài này được Myrin mô tả khoa học đầu tiên năm 1831.